# Il sangue di un poeta
Il sangue di un poeta (Le sang d'un poète) è un film del 1930 diretto da Jean Cocteau.

## Trama
Il film si articola in quattro episodi: "La mano ferita o le cicatrici del poeta", "Le pareti hanno orecchie?", "La battaglia delle palle di neve", "La profanazione dell'ostia". Il poeta vede trasformarsi la mano ferita che sta disegnando in una mano reale, che finisce con il sovrapporsi alla sua. Dopo una notte trascorsa in modo molto agitato, l'uomo sovrappone la sua mano ferita alla bocca di una statua. La ferita guarisce e la statua si trasforma in una donna vera. Il poeta, che si trova prigioniero nella sua stanza, ne esce attraversando uno specchio e si ritrova in un hotel. Mentre ne percorre i corridoi sbircia dentro le camere dell'albergo assistendo a situazioni stranissime. Il corridoio si trasforma in un labirinto. Il poeta sembra prima obbedire a un ordine di suicidarsi, ma poi ci ripensa e fa ritorno alla sua stanza dove distrugge la statua. Mentre alcuni ragazzi stanno giocando a lanciarsi palle di neve uno di loro viene colpito, cade a terra e muore sporcando di sangue la neve. La piazza si trasforma in un palcoscenico, il poeta e una donna uguale alla statua giocano a carte. Accanto a loro si trova un uomo vestito alla Luigi XV. L'angelo custode del giovane colpito impedisce al poeta, che sta barando, di vincere. L'uomo si spara e la donna si pietrifica.